# Wilhelm von Kobell
Pour les articles homonymes, voir von Kobell.
Wilhelm von Kobell, né le 6 avril 1766 à Mannheim (palatinat du Rhin) et mort le 15 juillet 1853 à Munich (royaume de Bavière), est un peintre, graveur et professeur d'université bavarois.

## Biographie
Il est né à Manheim en 1766, fils du peintre Ferdinand Kobell. Wilhelm von Kobell se distingue dès ses débuts par sa grande habileté d'aquafortiste, notamment au lavis et à l'aquatinte.
Quand Georg von Dillis exhorte le prince héritier bavarois Ludwig en 1807 à faire représenter les batailles des guerres napoléoniennes dans une série de peintures grand format, Kobell, qui avait réalisé un cycle dans un format plus petit pour le maréchal Louis-Alexandre Berthier, fut choisi pour ce travail. Le premier des douze tableaux, Le Siège de Cosel, est achevé en 1808, le dernier, La Bataille de Bar-sur-Aube, en 1817. Ces peintures de bataille qui décrivent les succès de l'armée bavaroise pendant les guerres napoléoniennes, combinent la description de l'action militaire avec l'atmosphère et le caractère du paysage. Les lieux, les heures de la journée, la représentation sobre des combats, la maîtrise artistique du grand format sont parmi les meilleures réalisations de la peinture allemande dans les premières décennies du XIXe siècle.
Il repose à l'Ancien cimetière du Sud à Munich.

## Œuvre
- La Charrette de foin (1788), aquarelle, 30 × 35 cm, Collection privée[3]
- Repos du laboureur (1800) aquarelle, 38 × 48 cm, Musée Georg-Schäfer (de), Schweinfurt
- Le Siège de Cosel (1808), huile sur toile, 205 × 304 cm, Neue Pinakothek, Munich[2]
- Vue sur la vallée de Kreuth (vers 1810), huile sur papier, 22 × 34 cm, Staatliche Graphische Sammlung, Munich
- Au troisième jour de la bataille de Hanau (1814), huile sur toile, Neue Pinakothek, Munich
- Marché aux bestiaux devant une grande ville sur un lac (1820), Plume et aquarelle, Albertina,Vienne[4]
- Chasseurs à cheval dans la campagne de Haute-Bavière (1822), huile sur toile, 40 × 52 cm, Château de Weimar
- Cavalier et fermier avec enfants à Tegernsee (1825), huile sur bois, 34 × 25 cm, Musée Oskar Reinhart, Winterthour
- Soldats autrichiens, aquarelle sur graphite, 39 × 49 cm, Metropolitan Museum of Art, New York[5]
- Des mendiants devant la ville, aquarelle sur papier vergé, 49 × 45 cm, Collection privée, Vente Lampertz 2016[6]
- Au Gaisalm (1828), huile sur toile, 37 × 30 cm, Lenbachhaus, Munich[7]
- Transport dans la montagne, Collection Bentinck-Thysen[8]

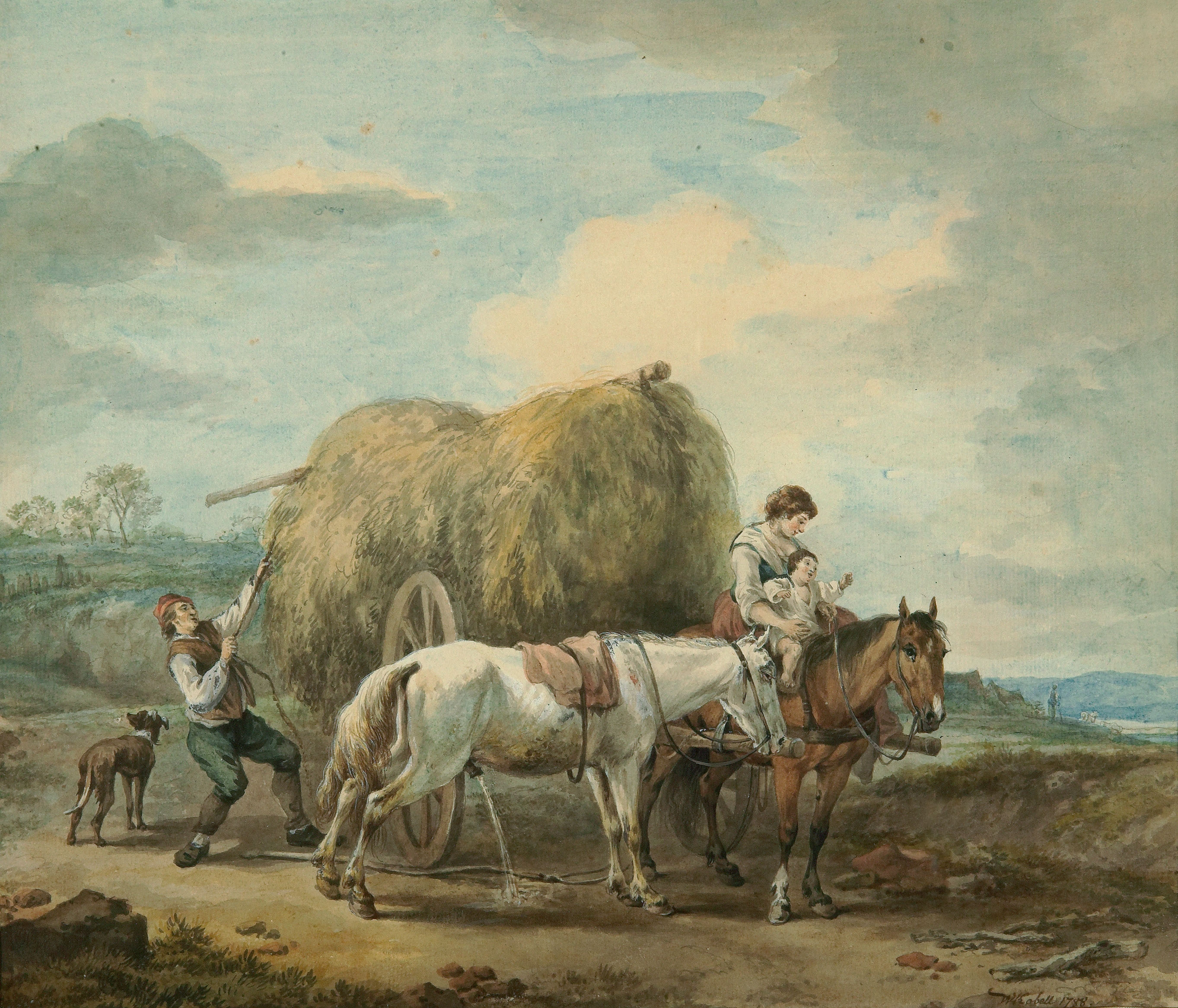
La charrette à foin 1788, aquarelle
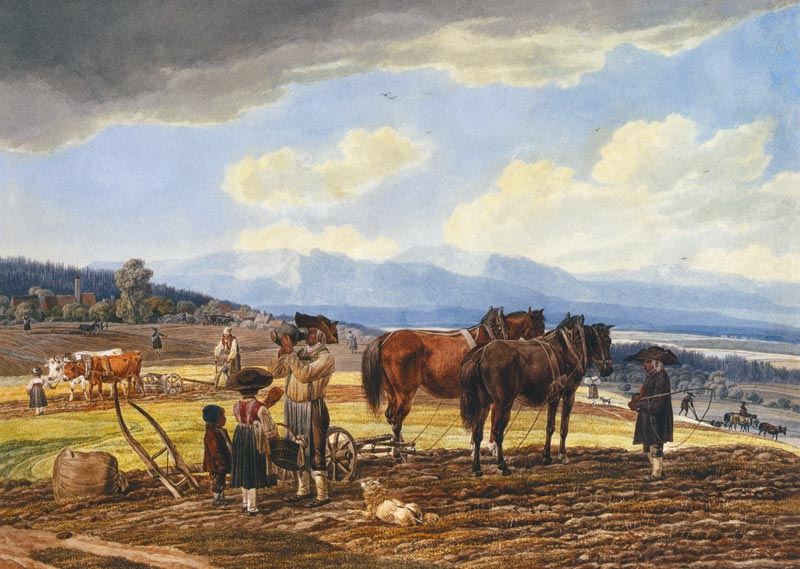
Le Repos du laboureur 1800, aquarelle
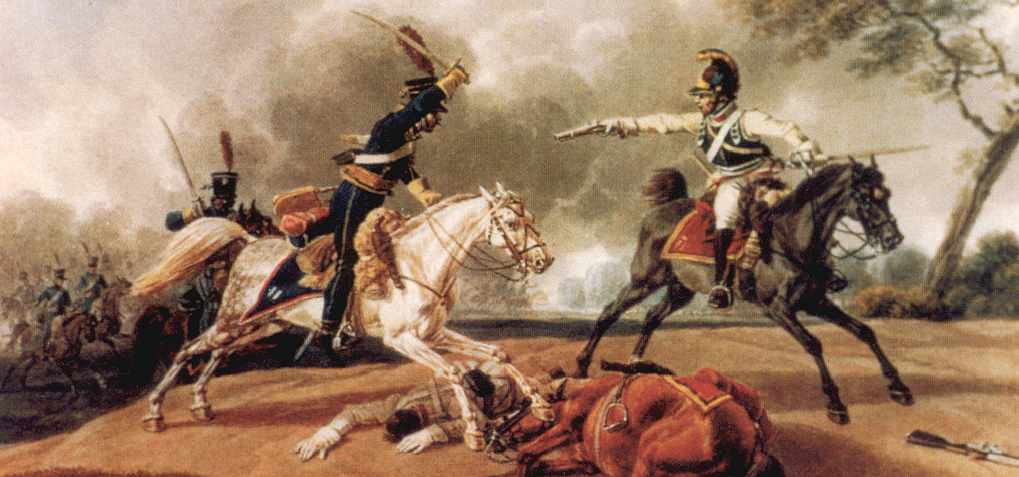
Cuirassier autrichien poursuivi par des hussards français, 1805
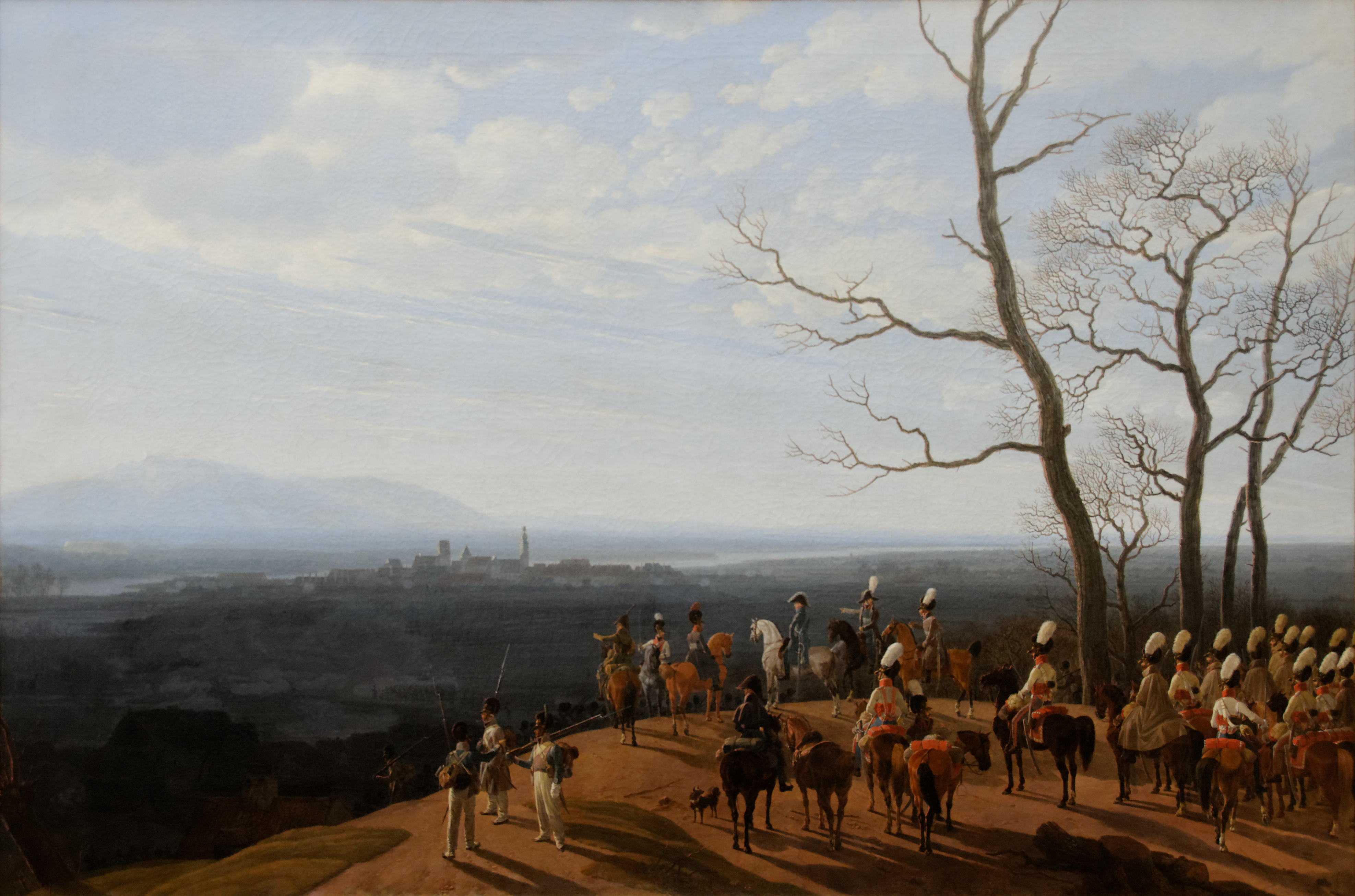
Le Siège de Cozel, 1808
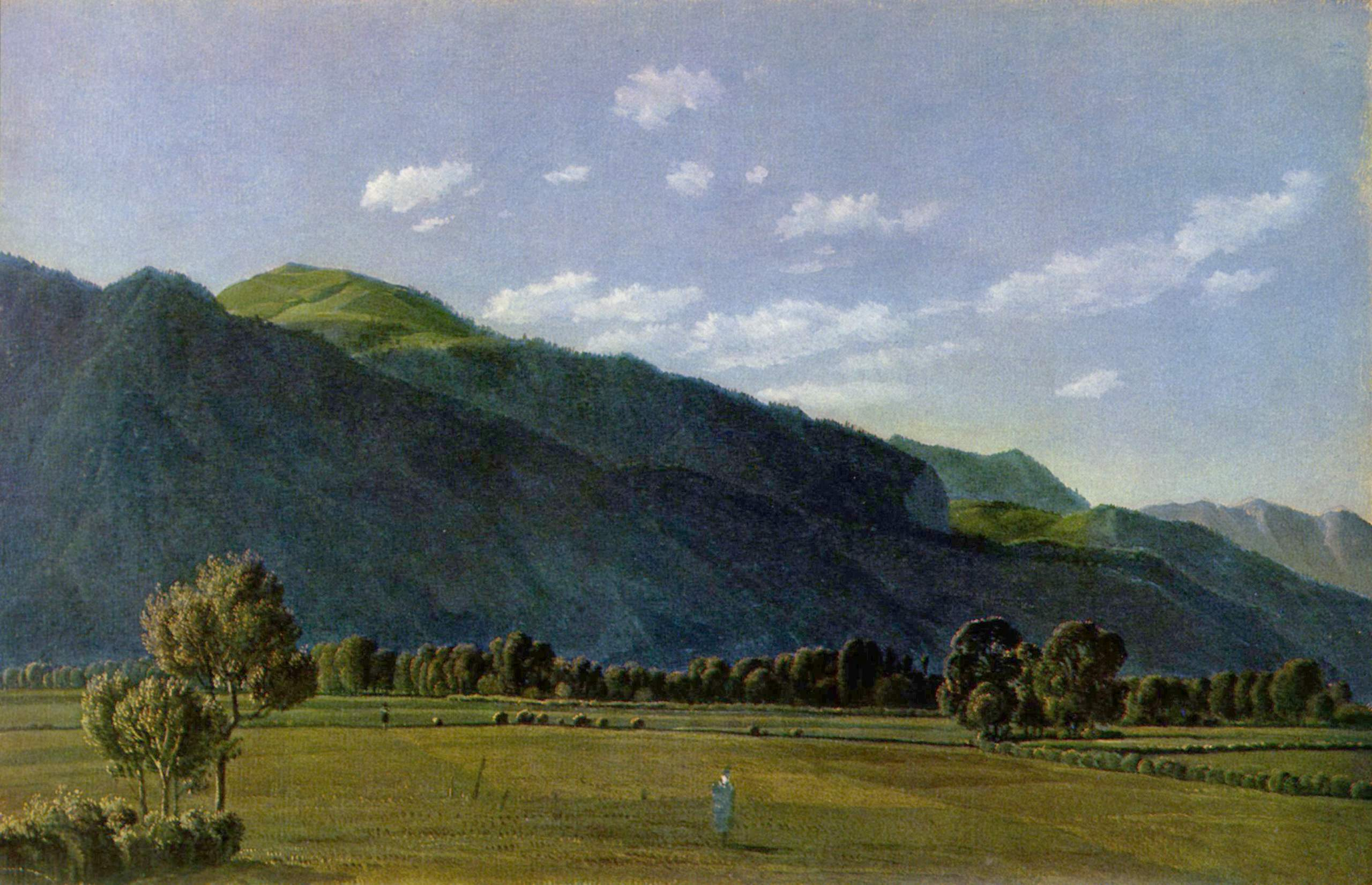
Vue de la vallée de Kreuth, ca 1810
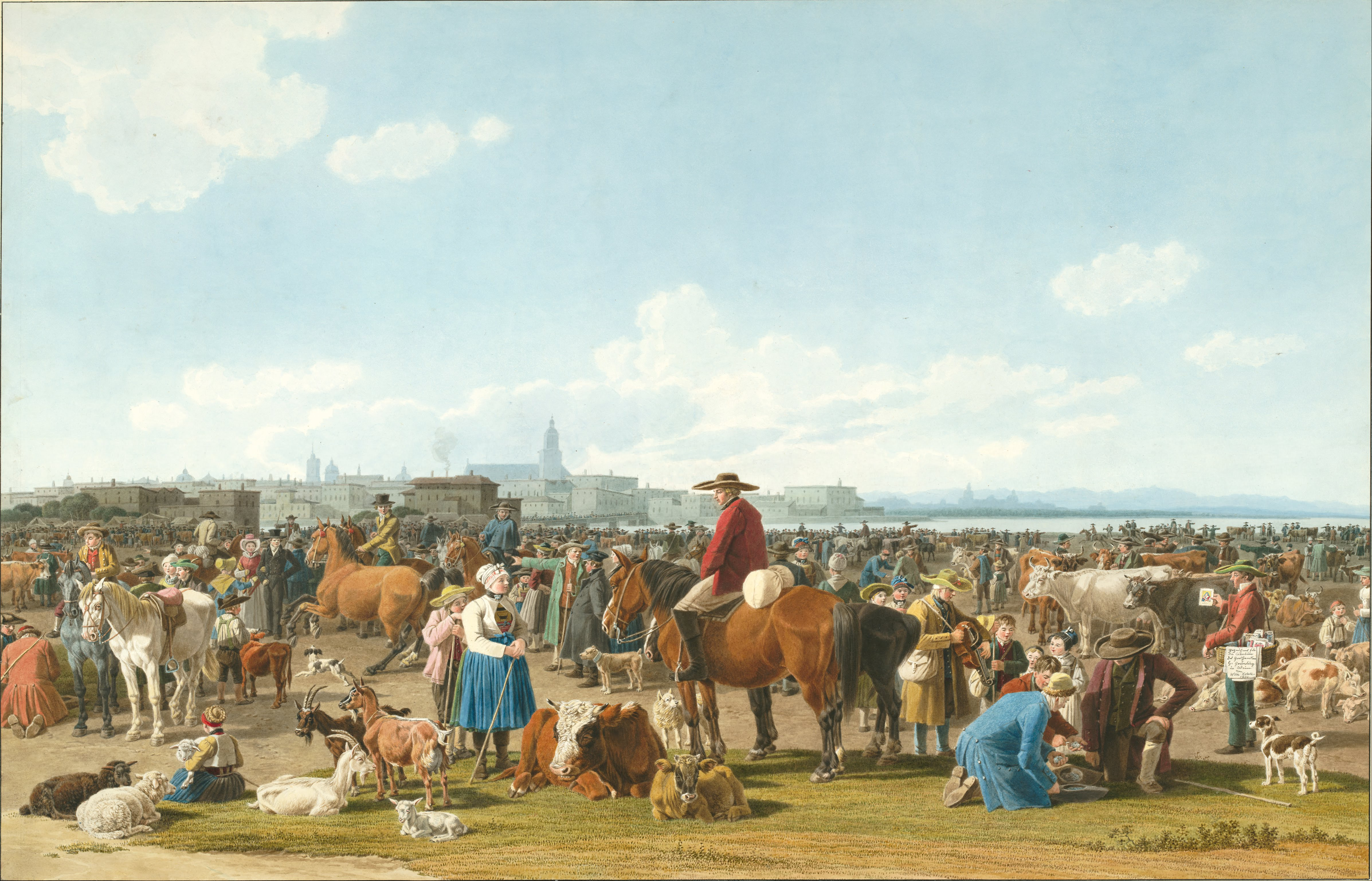
Marché aux bestiaux 1820, aquarelle
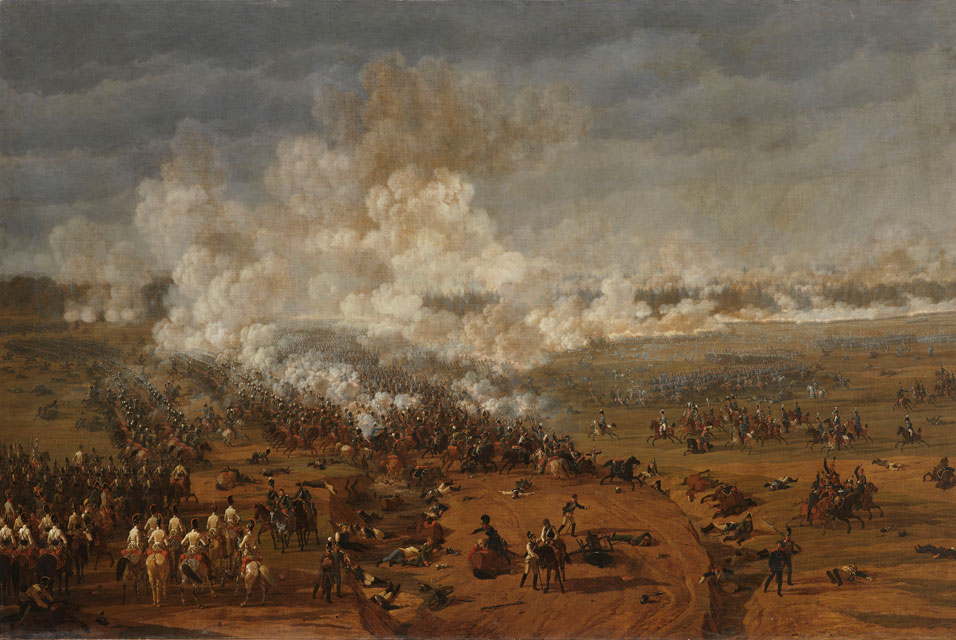
Au troisième jour de la bataille de Hanau, 1814, huile sur toile
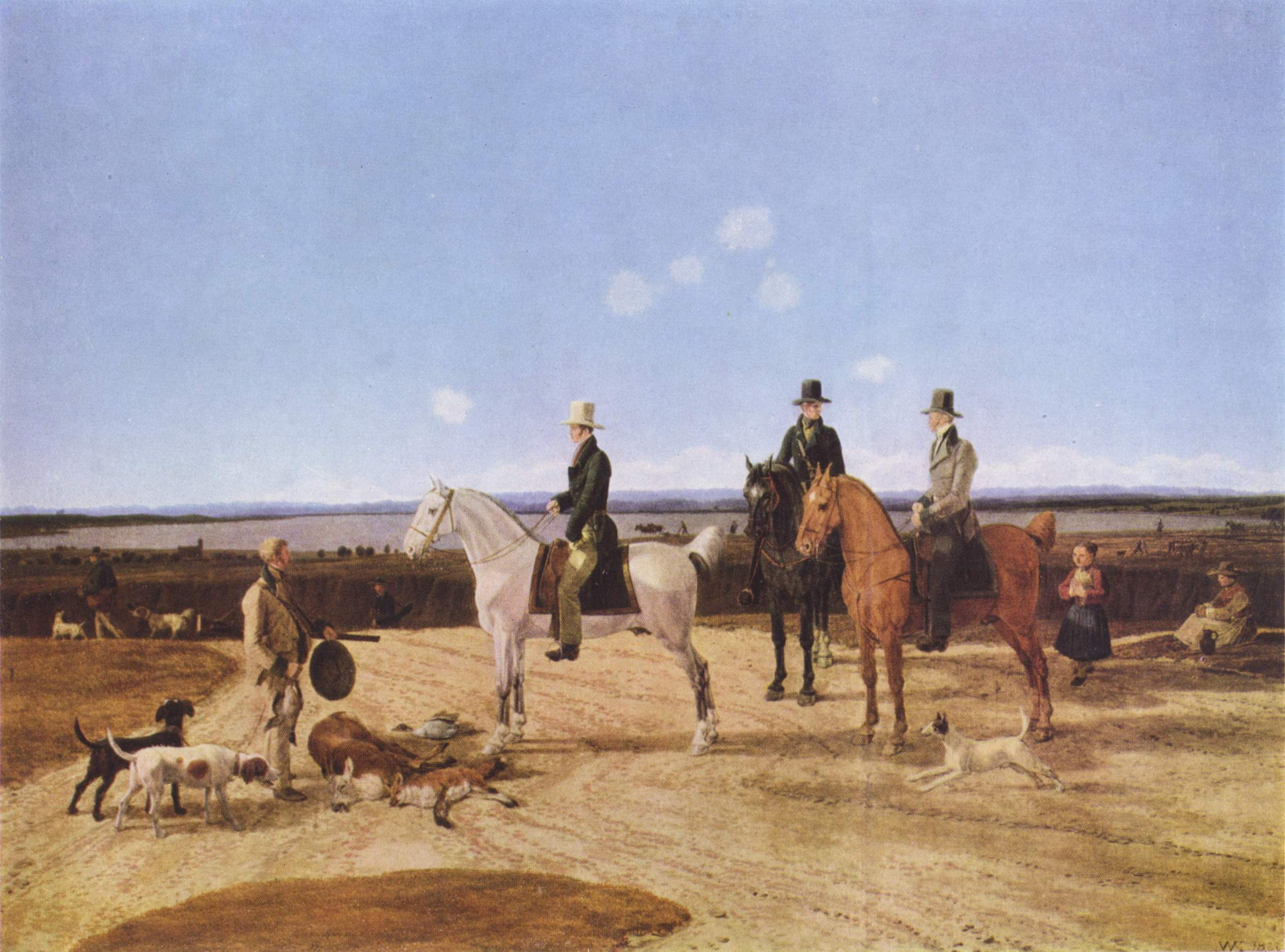
Chasseurs à cheval dans la campagne bavaroise, 1822
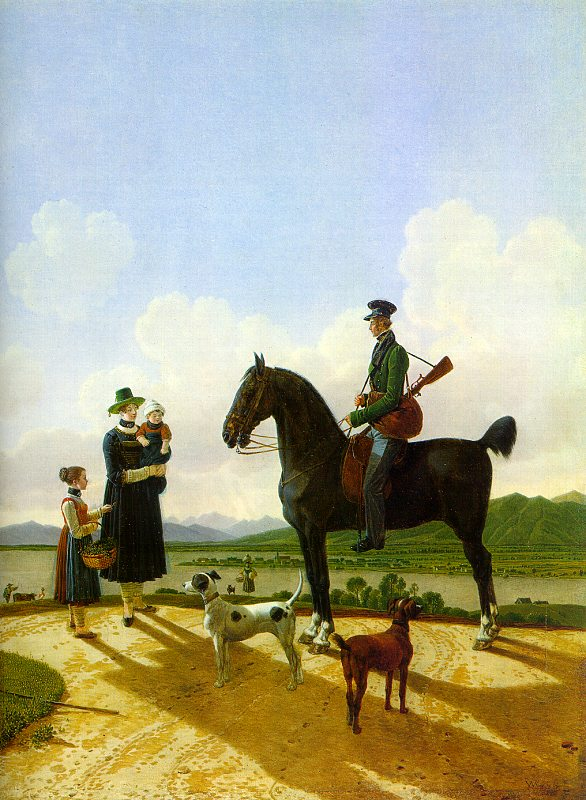
Cavalier et paysanne avec enfants au Tegernsee, 1825
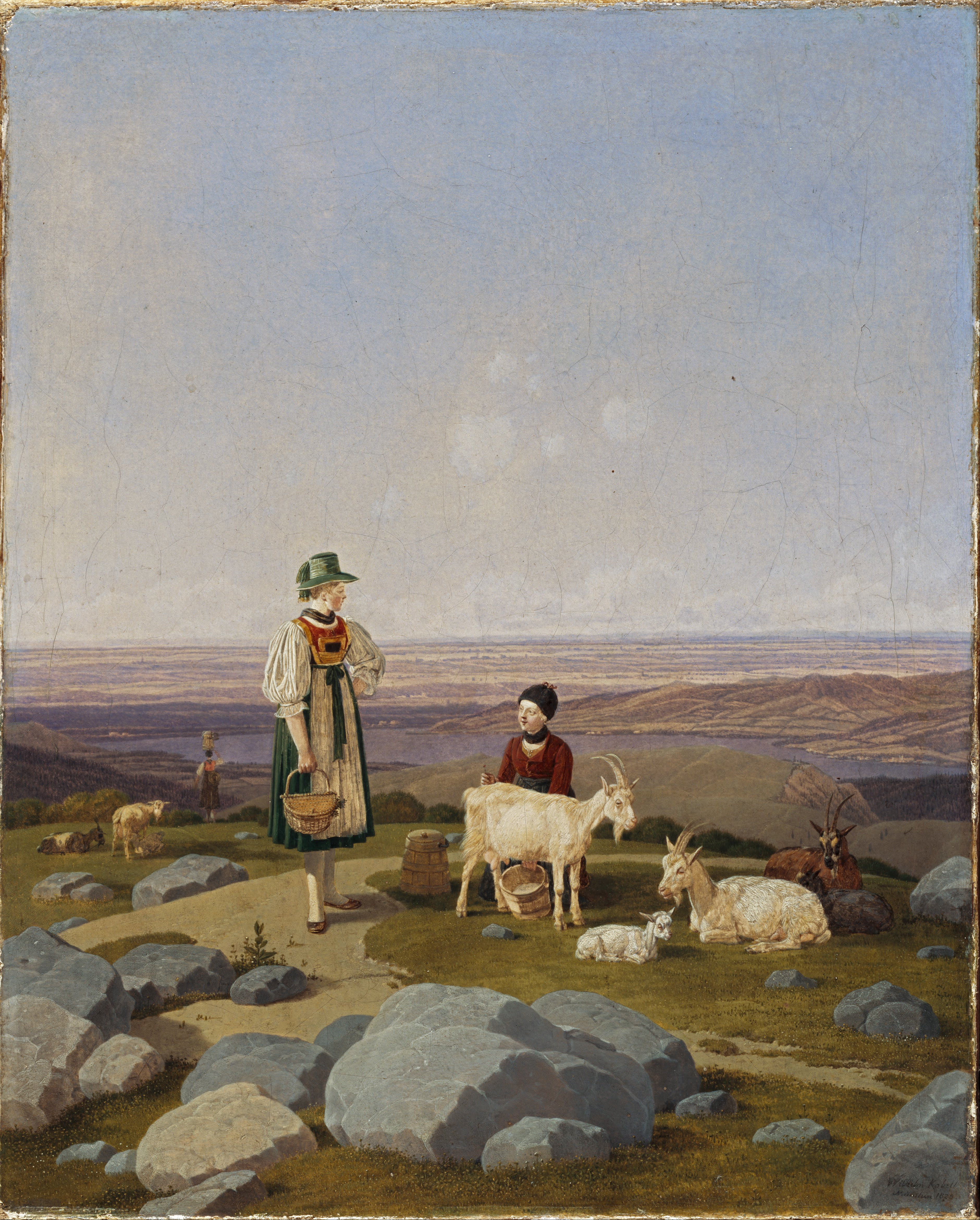
Sur le Gaisalm, 1828
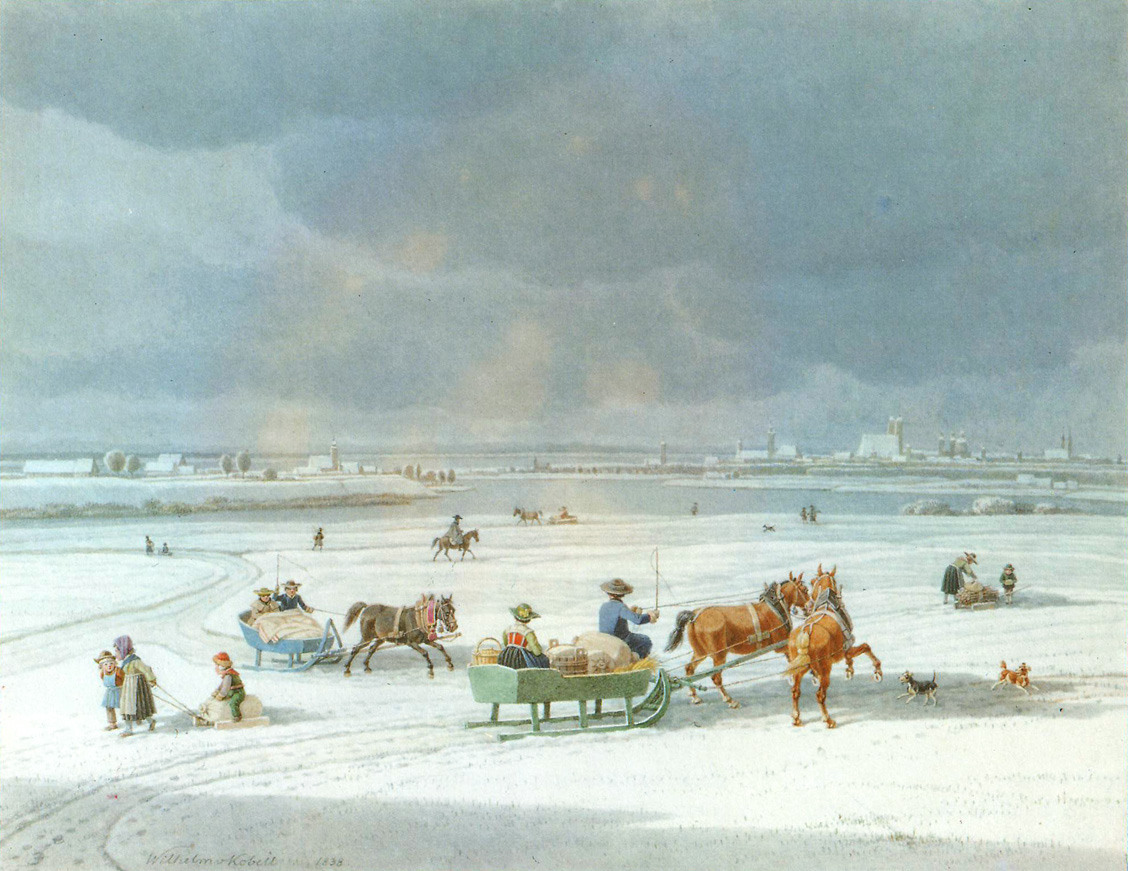
Paysage urbain hivernal de Munich depuis Oberföhring sur l'Isar, 1838
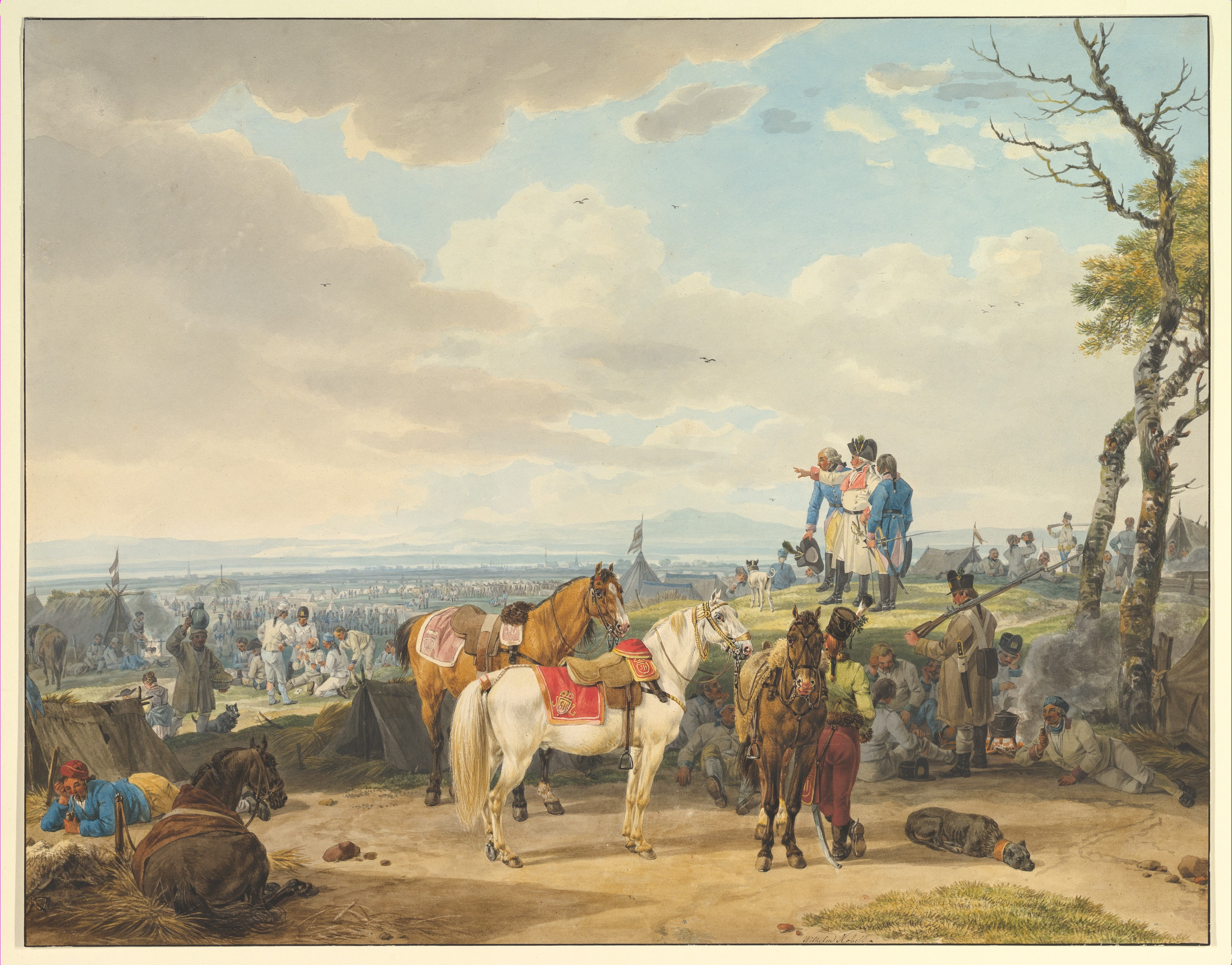
Soldats autrichiens aquarelle
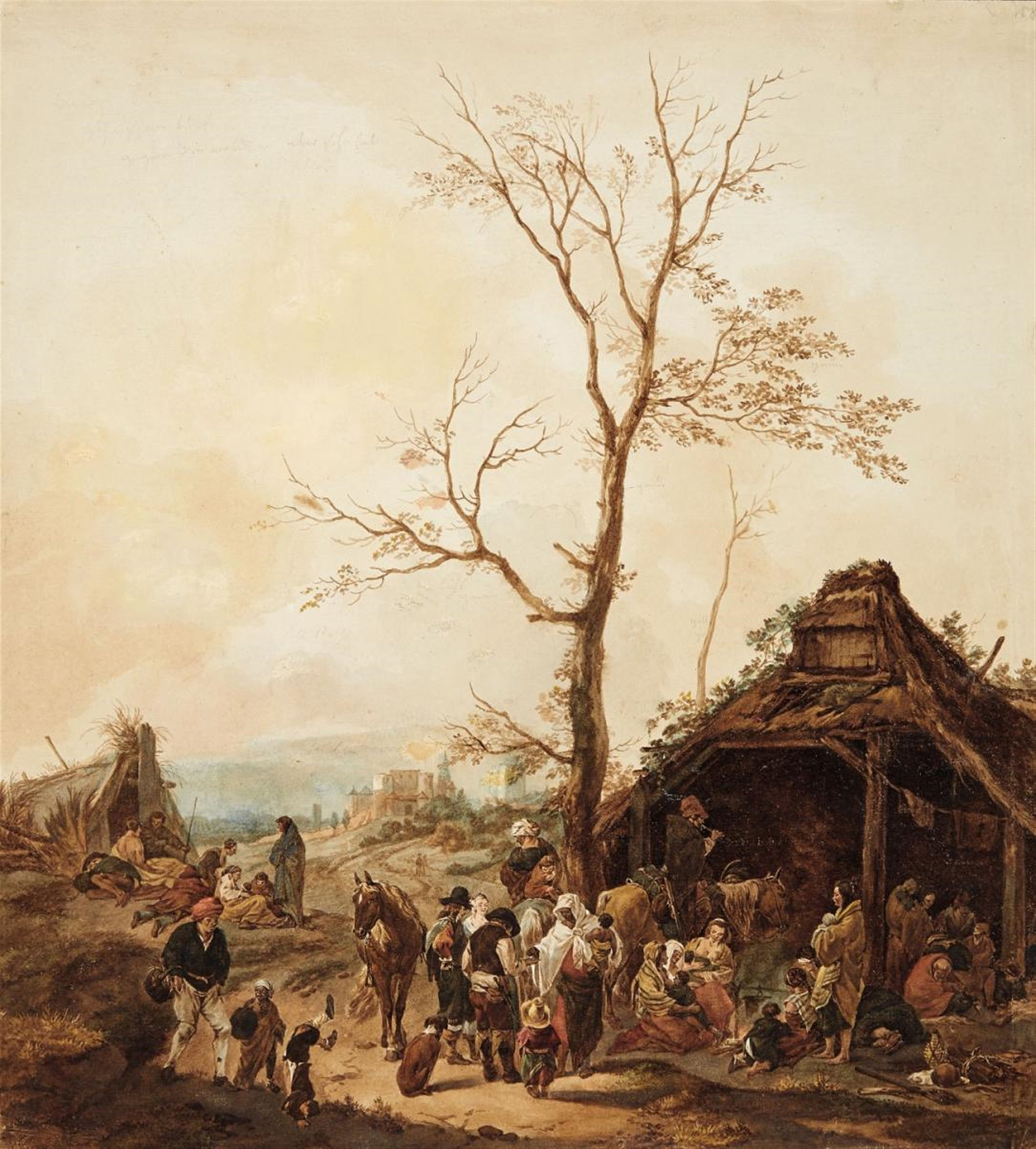
Mendiant à l'entrée de la ville aquarelle